# Glywysing
Glywysing va ser un petit reialme que va existir en el període posterior a la retirada dels romans de l'illa de la Gran Bretanya, i que estava situat al sud-est de l'actual Gal·les. La seva gent eren d'ètnia celta, descendents d'una tribu que va existir a l'edat del ferro anomenats els silurs. A mitjan segle X es va unir amb el regne de Gwent i junts van formar Morgannwg.

## El nom
Es diu que la paraula Glywysing deriva de Glywys, el primer monarca que va tenir aquest país, el nom del qual podria venir d'un terme llatí *Glevenses, que potser designava els habitants de Glèvum (l'actual Gloucester). Segons les fonts documentals del segle xii, a la mort de Glywys, el reialme es va dividir en set cantrefs (comtats), cadascun dels quals va prendre el nom d'un dels seus fills: Cydweli, Gwyr, Margam, Penychen, Gwynllwg, Gorfynydd, i un altre. Aquests comtats generalment es van governar prenent decisions conjuntes acceptant la supervisió del cap de família i de vegades com a subregnes en relació d'apanatge.

## Territori
Les fronteres van canviar al llarg dels anys, però la creença general és que el territori original s'estenien entre els rius Afon Llwyd i el Towy. Durant algun temps es va expandir cap a l'est fins a tocar amb el regne de Gwent i Ergyng, però en una època anterior al segle viii, les ciutats de Cydweli i Gwyr (Gower) van passar a Dyfed. El territori de l'antic Glywysing s'anomena actualment Glamorgan.
Encara que al començament la capital va ser Cardiff, després el reialme es va dividir en tres cantreefs (comtats) i cadascun tenia una capital:
- Allt Wynllyw (actual Newport)
- Nant Pawl
- Llaniltud Fawr

## Unió amb Gwent
A mitjan segle x es va produir la unió amb el regne de Gwent i va passar a dir-se Morgannwg (la costa de Mogan) o Gwlad Morgan en honor del rei Morgan el Vell (r. 942–74) o del seu avantpassat Morgan el Generós (fl. c. 730). Glywysing sembla que va ser un principat de Morgannwg, en igualtat de condicions que Gwent. Després de la mort de Morgan el Vell, el 974 Gwent i Glywysing es van tornar a separar fins al 1055, però sovint quan es referien al territori de Glywysing es feia servir el terme Morgannwg. Els dos països van ser conquerits per Gruffydd ap Llywelyn vers l'any 1055, però a la seva mort l'any 1063, es va tornar a constituir Morgannwg com a unió de Gwent i Glywysing. No és clar com va passar això; potser els reis de Glywysing també ho van ser de Morgannwg i els reis de Gwent només eren reis vassalls. El darrer governant natiu d'aquesta zona va ser Iestyn ap Gwrgan, rei de Morgannwg (1081-1090), que la tradició diu que va ser deposat per Robert Fitzhamon, cavaller normand, però altres autors creuen que va ser una conquesta feta per Guillem el Roig, en persona. Ja fos Robert o Guillem, el territori va passar a formar part del regne d'Anglaterra.

## Llista de reis de Glywysing
La forma de govern a Glywysing va ser l'autarquia —llevat del període de Morgan el Vell que es va sotmetre voluntàriament a vassallatge d'Etelstan rei dels anglosaxons—, però no és una monarquia, ja que de vegades el govern va estar compartit per més d'un rei. Els tres primers de la llista són considerats llegendaris i no històrics:
- Owain Finddu (o Eugenius), fill de l'emperador romà Magne Màxim
- Mor (també dit Màrius), fill d'Eugenius
- Solar, fill de Màrius
- Glywys, fill de Solar (c. 470–c. 480).[7]
  - Gwynllyw, fill de Glywys, governant de Gwynllwg (c. 480–523).
  - Pawl, fill de Glywys, governant de Penychen (c. 480–540).
  - Mechwyn, fill de Glywys, governant de Gorfynydd (c. 480–c.500).
- Cadoc, fill de Gwynllyw, governant de Gwynllwg (523–580) i de Penychen (540–580), morí sense descendents.
- Glywysing és governada pels reis de Gwent fins a Rhys ap Ithel.
- Rhys ap Ithel/Rhys ab Idwal, fill dels reis de Gwent (c. 755–785), cogovernà amb els germans: Rhodri i Meurig.
- Arthfael Hen ap Rhys, (Hen el Vell) (785–c. 825), conjuntament amb Brochfael ap Rhys.
- Rhys ap Arthfael, (c. 830–c. 840)
- Hywel ap Rhys, (c. 840–886)
- Owain ap Hywel (886–c. 930) 
  - Gruffydd ab Owain (c.930–934), rei de Gower
  - Cadwgan ab Owain (c.930–950) rei de Glywysing Oest
- Morgan el Vell (Morgan Hen o Morgan ab Owain o Moragn Hen Fawr) (930–974) fundador de Morgannwg (942—1055).
- Owain ap Morgan (974–c. 983), fill de l'anterior.
- Idwallon, Hywel i Cadell (germans d'Owain)
- Rhys ab Owain, (c. 990–c. 1000) fill d'Owain que compartí el govern amb els seus germans.
- Ithel el Negre, fill d'Idwallon (990)
  - Hywel ab Owain (c. 990–c. 1043) amb
  - Iestyn ab Owain (c. 990–c. 1015)
- Rhydderch ap Iestyn (c. 1015–1033), fill de l'anterior.
- Gruffydd ap Rhydderch (1033–1055), germà de l'anterior.
- Gwrgant ab Ithel el Negre (1033 - 1070)
- Gruffydd ap Llywelyn, invasor i príncep de Gwynedd (1055–1063)
- Caradog ap Gruffydd (1063–1081), fill de l'anterior, vassall de Cadwgan ap Meurig rei de Gwent i Morgannwg fins que el va deposar i va governar sol.
- Iestyn ap Gwrgant (1081–1091)